# Telia Company

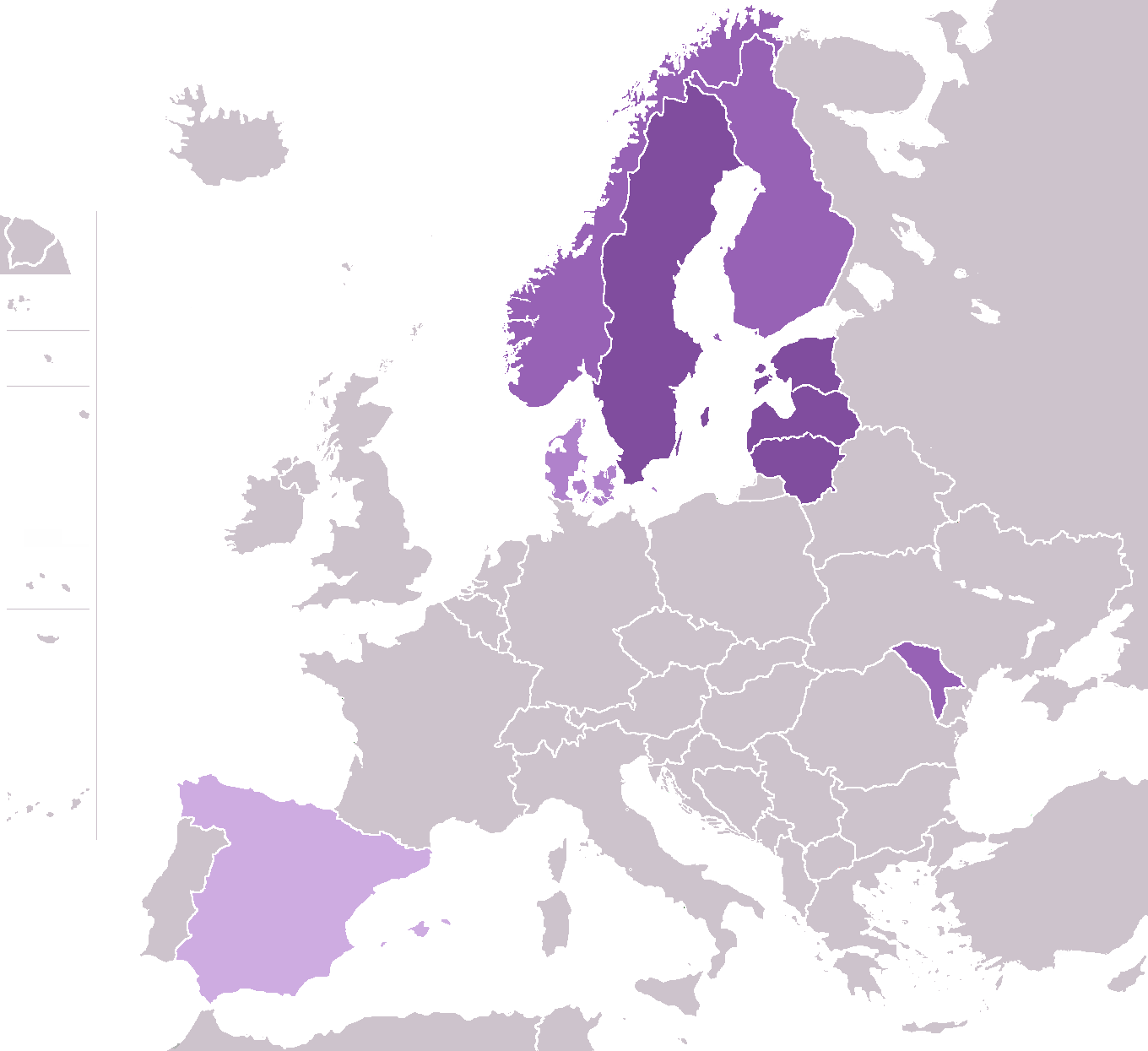
TeliaSonera în Europa.
(Suedia, Estonia, Letonia și Lituania) Companie dominantă.
(Novegia și Republica Moldova) Locul 2.
(Danemarca) Locul 3.
(Spania) Locul 4.

Telia Company AB este o companie și un operator de rețea mobilă, dominant pe piețele din Suedia și Finlanda. Compania are operațiuni în alte țări din Europa de Nord și de Est, de asemenea Spania, Asia Centrală și Asia de Sud, cu un total de 182,1 milioane de clienți de telefonie mobilă (2013). Aceasta își are sediul central în Stockholm, iar stocurile sale sunt tranzacționate sunt plasate la Bursa de Valori din Stockholm și la Bursa din Helsinki.
TeliaSonera deține o cotă de 74,3% din operatorul de telefonie mobilă Moldcell din Republica Moldova prin Fintur Holdings.